# Santuário

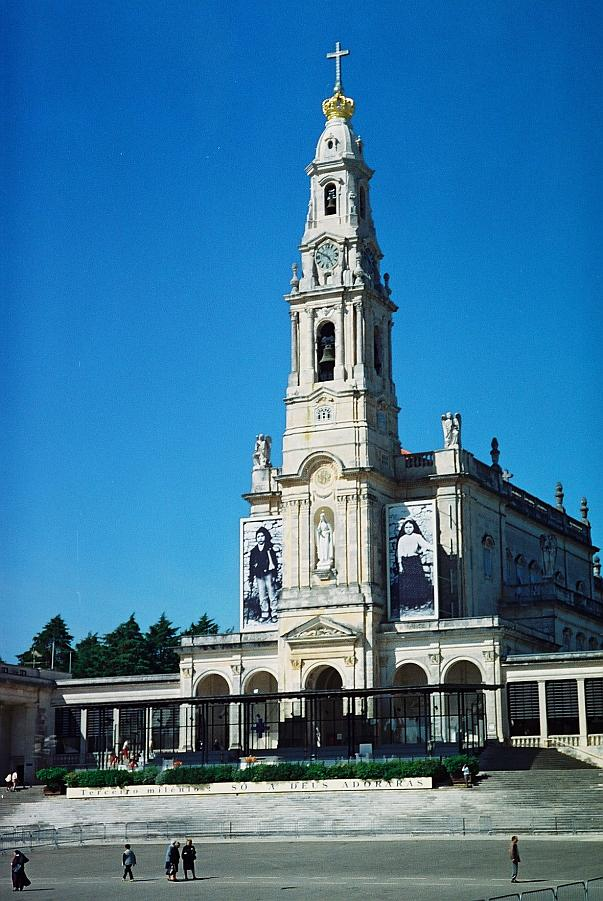
Santuário de Fátima, Fátima, Portugal

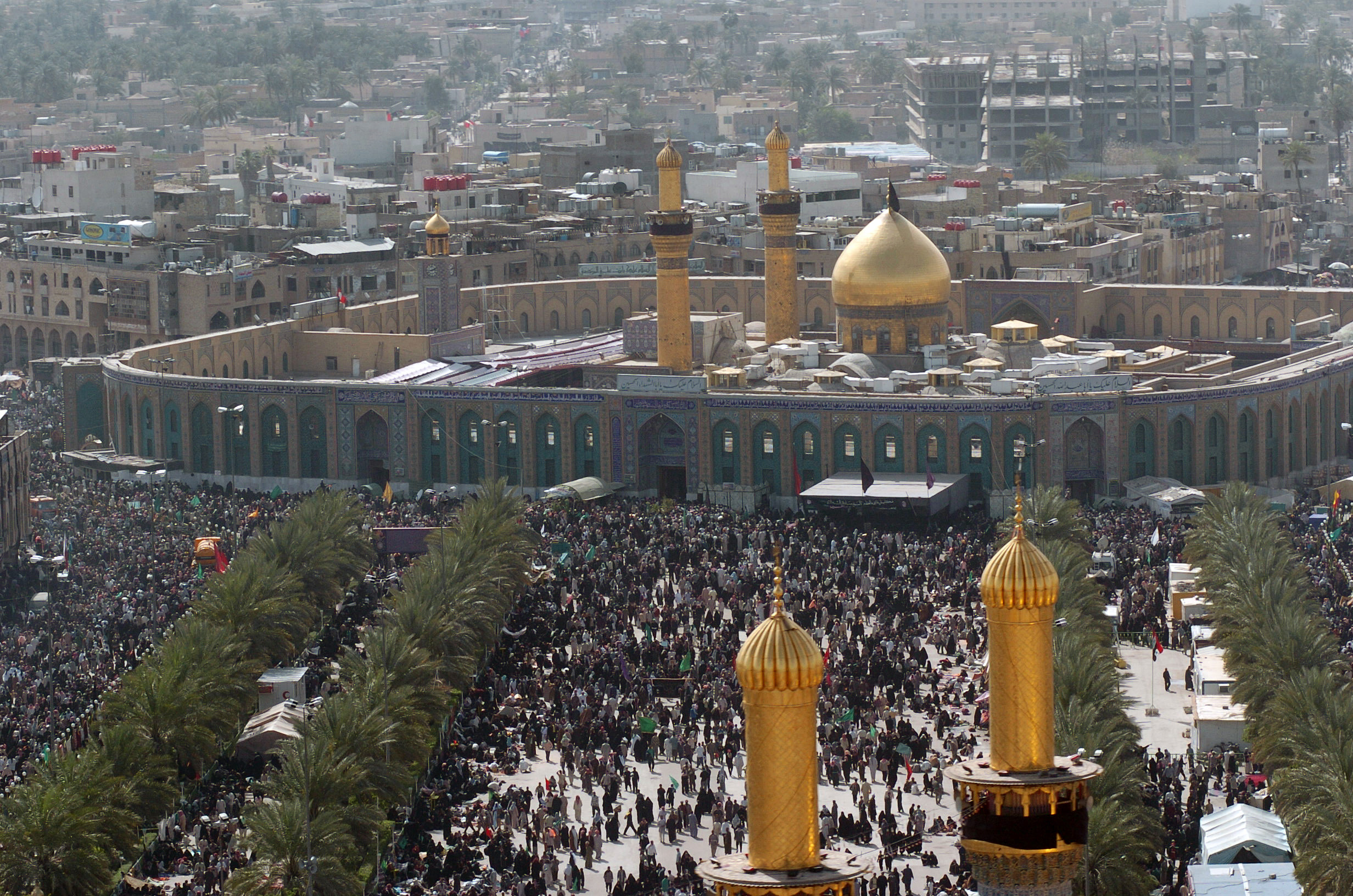
Peregrinos do lado de fora do santuário do Imame Huceine ibne Ali em Carbala, Iraque

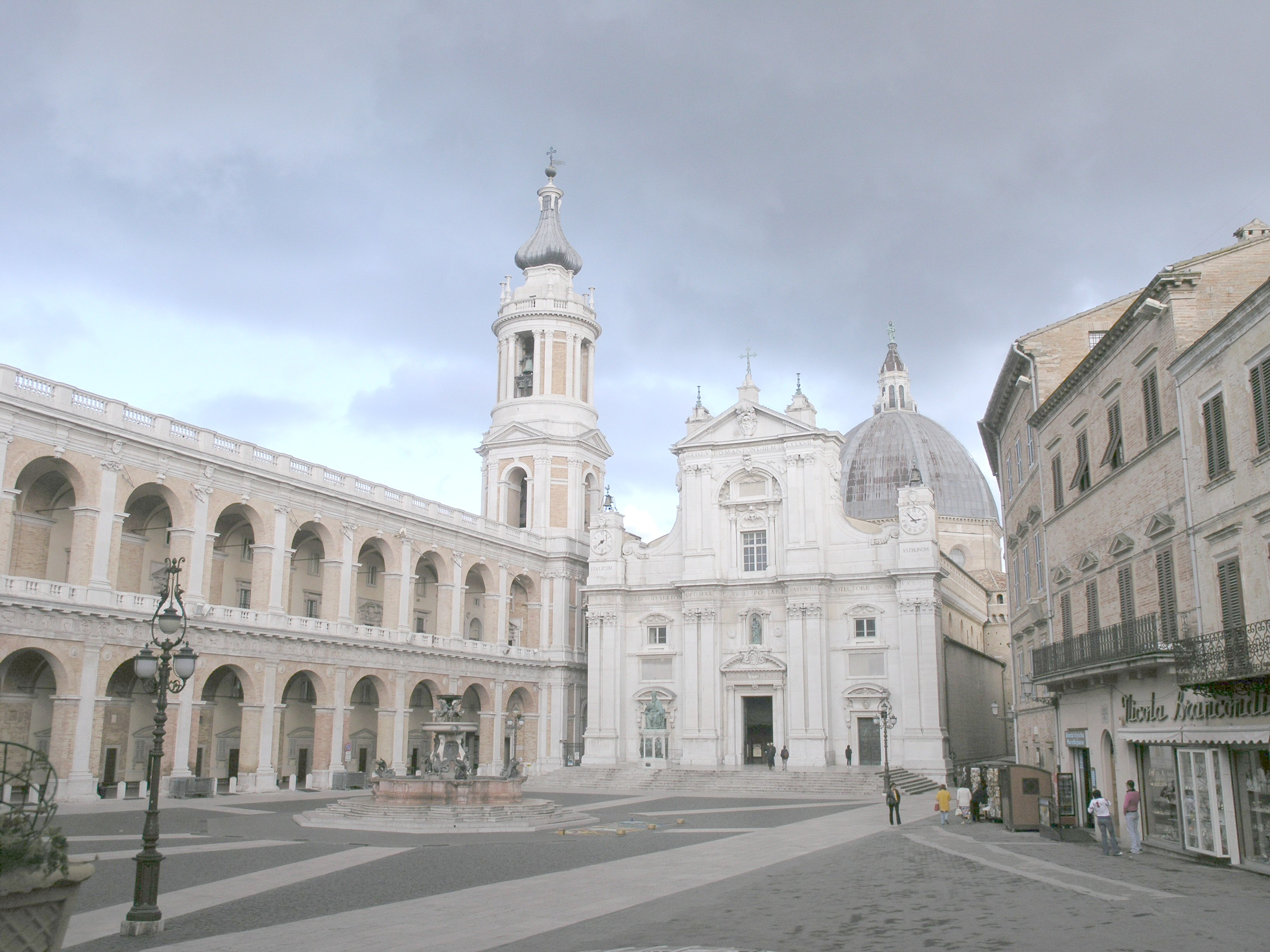
Santuário de Nossa Senhora de Loreto, (AN), Itália

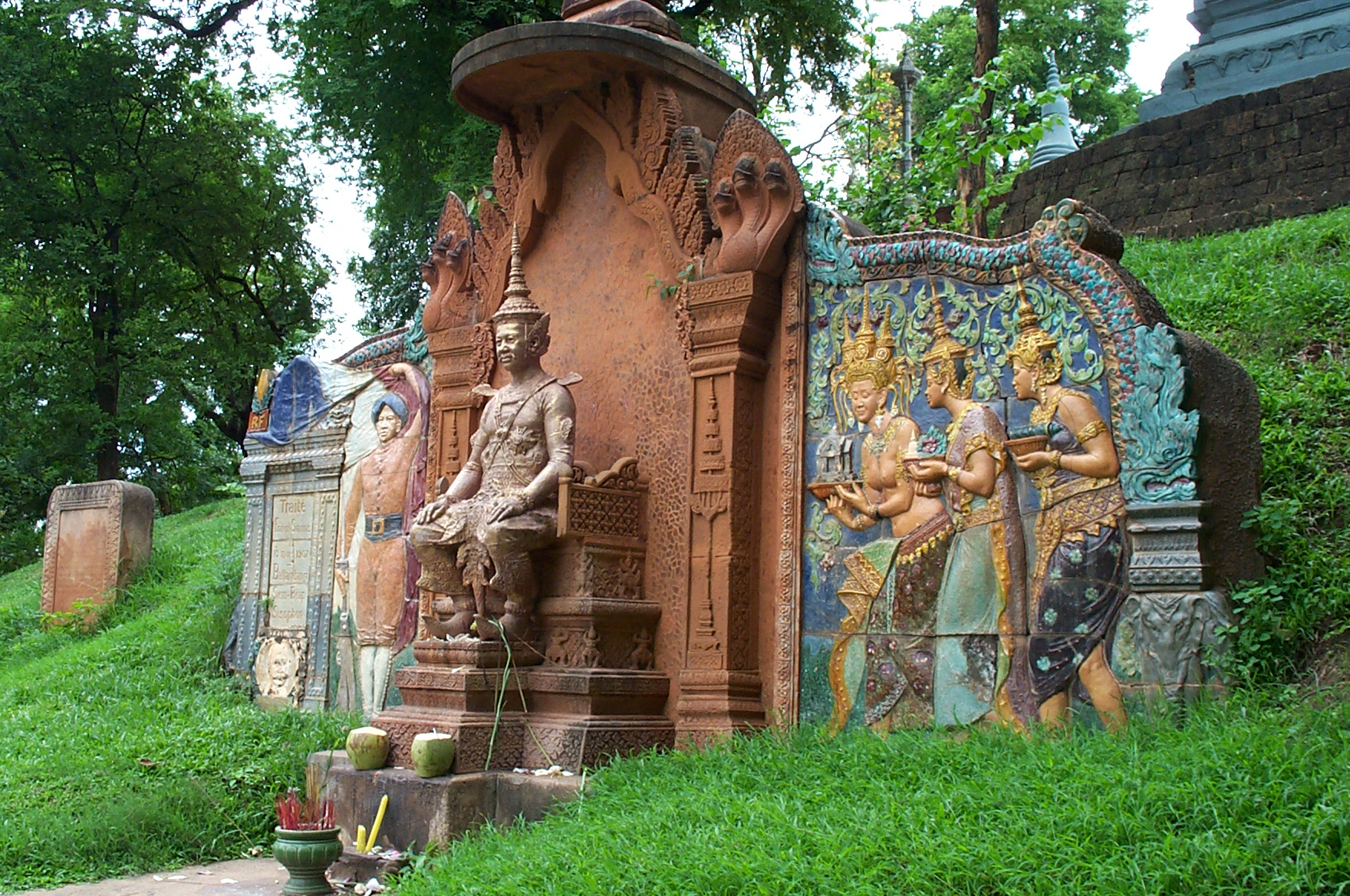
Santuário Budista de Wat Phnom, Phnom Penh, Camboja

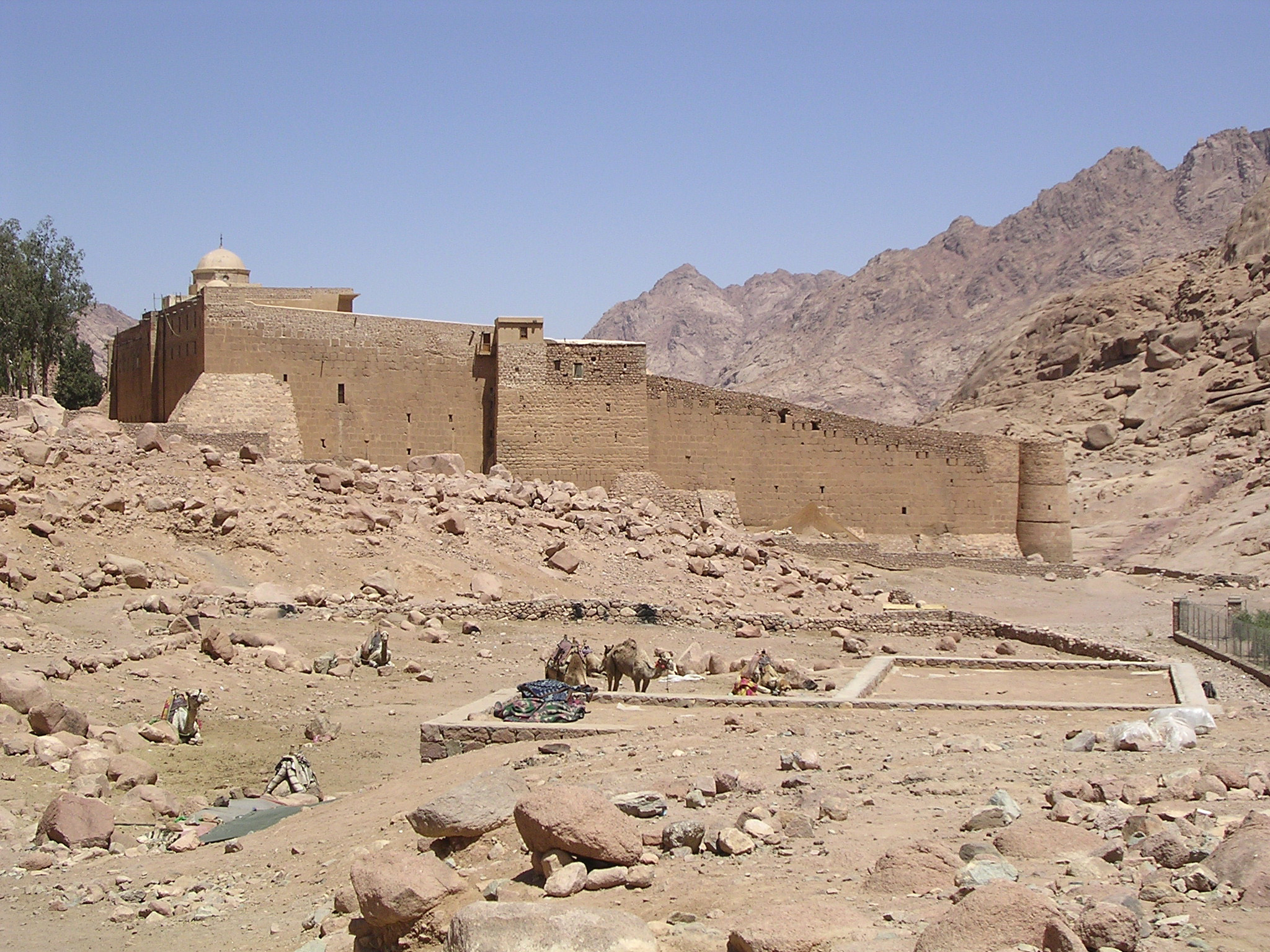
Mosteiro Ortodoxo de Santa Catarina, no Monte Sinai, Egito

Um santuário (do Latim sanctuarium, de sanctus), no conceito religioso, é um local sagrado, para onde, por devoção, acorrem peregrinos de diversas regiões. Geralmente possui objetos simbólicos usados no culto. Em algumas denominações religiosas, estes objetos são imagens ou relíquias.  Entretanto algumas religiões não adotam o culto de imagens. O termo também pode ser usado em sentido figurado: significa o que há de mais sublime.

## Santuário terrestre
Em geral, os santuários do Antigo Testamento foram erguidos quase sempre em lugares altos, ligados a alguma manifestação divina, como no Monte Horeb.  A tenda da Arca da Aliança era um santuário nômade.
O Santuário era também conhecido por Tabernáculo.
Após o povo hebreu sair do Egito, aventurar pelo deserto, atravessar o mar e receber a Lei em duas Tábuas de Pedra, a seguinte ordem foi dada por Deus: "E me farão um santuário para que possa habitar no meio deles" (Êxodo 25:8. Moisés coordenou a construção do santuário seguindo instruções específicas de Deus: "Vê, pois, que tudo faças segundo o modelo que te foi mostrado no monte" (Êxodo 25:40).
Este santuário possuía dois compartimentos. O primeiro chamava-se o "Santo Lugar" . Nele encontrava-se o "candeeiro, a mesa e a exposição dos pães". O segundo compartimento chamava-se "Santo dos Santos" (Hebreus 9:1–4), o qual pertencia um altar de ouro para o incenso (representando as orações de todos os santos segundo Apocalipse 8:3). Também havia a Arca da Aliança com uma tampa que se chama Propiciatório (que representa o trono de Deus segundo Êxodo 25:21.

### Serviços sagrados
Continuamente (todos os dias), os sacerdotes entravam no "Lugar Santo" para ministrar os serviços sagrados. Mas no segundo compartimento, no "Santo dos Santos", somente o sumo-sacerdote entrava, uma vez por ano. 
Diariamente, faziam-se sacrifício, um cordeiro era oferecido pela manhã e outro, ao por do sol.   Uma vez por ano, era realizado uma cerimônia chamada "Dia da Expiação", conhecida pelos judeus como "Dia do Perdão" e ocorria no décimo dia do mês sétimo. 
Era feita uma santa convocação e todos afligiam-se a alma, pois o sumo-sacerdote fazia expiação pelos pecados do povo. Um dos animais ficava vivo e levado ao deserto por um homem escolhido, levando simbolicamente, todos os pecados para terra solitária.
"Quase todas as coisas se purificam com sangue". Isto dá a entender que o santuário terrestre era, dessa forma, purificado. Surge, então, o título dado pelos cristãos contemporâneos, para esse dia como sendo o "Dia da Purificação".

### Nos dias dos Reis
Com a reforma religiosa do rei Josias e a centralização do culto passou ao Templo de Jerusalém. Santuário então passou a designar o lugar mais sagrado do Templo de Jerusalém, onde estava guardada a Arca da Aliança.

## Santuário celestial
O autor de Hebreus afirma a existência de um santuário celestial, perfeito, não feito por mãos humanas, mas erigido pelo próprio Deus. Apresenta, também, Jesus Cristo, como ministro ou sumo-sacerdote do verdadeiro tabernáculo. Hebreus 8:1-3 e 9:11. "Porque Cristo não entrou em santuário feito por mãos, figura do verdadeiro, porém no mesmo céu, para comparecer por nós, diante de Deus". Hebreus 10:24.

## Santuário na Igreja Católica

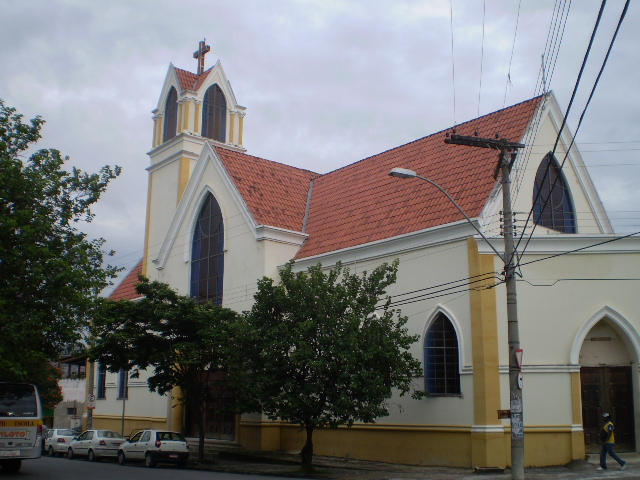
Santuário de São Geraldo, em Belo Horizonte.

Na igreja Católica, é considerado um Santuário a Igreja frequentada por fiéis vindos de outras regiões atraídos por algo que existe especificamente naquele Templo.
Por exemplo no Brasil, em Aparecida (São Paulo), temos o Santuário Nacional de Nossa Senhora da Conceição Aparecida. Este é o maior e mais visitado Santuário brasileiro e maior santuário do mundo de devoção a Maria. O Santuário recebe visitas de romeiros de todo o Mundo, o motivo são os vários milagres concedidos por Deus, pela intercessão de Maria a seus devotos naquele lugar. Entre eles está o que deu origem a primeira Igreja do local: o encontro da imagem da Santa de cor morena, que está disposta no interior do Santuário.
Outro grande Santuário de Nossa Senhora Aparecida fica em Aparecida de São Manuel/SP, cidade situada na região de Bauru e Botucatu próxima à São Manuel, Pratânia, Areiópolis e Igaraçu do Tietê, São Paulo. É visitado por mais de 50 mil fiéis anualmente no dia 15 de agosto, dia da festa da Assunção de Maria ao Céu, a imagem da Santa é diferente da imagem de Aparecida do Norte e é considerada como milagrosa.
Existem vários Santuários no Brasil dedicados a diversos santos. Na cidade de São Paulo encontramos um dos maiores Santuários em visitação do Brasil, o Santuário São Judas Tadeu, no bairro Jabaquara. No dia 28 de cada mês, milhares de devotos passam pelo Santuário. E no dia 28 de outubro, festa do padroeiro, cerca de 300 mil pessoas visitam o Santuário para agradecer e pedir a intercessão de São Judas Tadeu.
No Estado de Goiás existem cinco grandes santuários. O Santuário de Nossa Senhora da Abadia do Muquém, o Santuário de Nossa senhora da Penha (em Guarinos), O Santuário Diocesano de Nossa Senhora da Salete (Caldas Novas), o Santuário Basílica do Divino Pai Eterno (na cidade de Trindade), e o Santuário da Sagrada Família (em Goiânia).
Na Diocese de Bacabal existem também dois grades santuários. O Santuário de São Benedito em Pedreira - MA e o Santuário Matriz São Francisco das Chagas  (na cidade de Bacabal ).
Além da devoção específica a santos e títulos marianos, podem existir santuários relacionados a aspectos do próprio Deus. No Rio de Janeiro, Brasil, há o Santuário da Divina Misericórdia, que atrai os fiéis devotos da Divina Misericórdia de Deus.

## Santuário ecológico
Santuário também está associado a um conceito ecológico, pois determina um lugar protegido, com ajuda dos humanos, para grupos de animais selvagens. Segundo o Dicionário Aurélio, santuário ecológico é um local em condições favoráveis à preservação das espécies, especialmente aquelas protegidas por lei ou em perigo de extinção, onde a caça é permanentemente proibida.